# Chrysotus laciniatus
Chrysotus laciniatus är en tvåvingeart som beskrevs av Becker 1919. Chrysotus laciniatus ingår i släktet Chrysotus och familjen styltflugor.
Artens utbredningsområde är Ecuador. Inga underarter finns listade i Catalogue of Life.